# اقتصاد ترينيداد وتوباجو
ترينيداد وتوباغو هي واحدة من أغنى الدول وأكثرها تطوراً في منطقة البحر الكاريبي، وهي مدرجة في أعلى 66 دولة ذات الدخل المرتفع في العالم. في منطقة البحر الكاريبي، وهي واحدة من أغنى البلدان، مع الناتج المحلي الإجمالي للفرد الواحد 28،400 دولار أمريكي (2009). في نوفمبر 2011 أزالت منظمة التعاون الاقتصادي والتنمية ترينيداد وتوباغو من قائمتها للبلدان النامية. وقد حصلت ترينيداد وتوباغو على سمعة كموقع استثمار ممتاز للشركات الدولية، ولديها واحدة من أعلى معدلات النمو ومعدلات دخل الفرد في أمريكا اللاتينية. وقد غذى النمو مؤخراً باستثمارات في الغاز الطبيعي المسال (LNG)، البتروكيمياويات، والصلب. ومن البتروكيماويات الإضافية: الألومنيوم، ومشاريع اللدائن في مراحل مختلفة من التخطيط. ترينيداد وتوباغو هي أكبر منتج في منطقة البحر الكاريبي من النفط والغاز، واقتصادها يعتمد اعتماداً كبيراً على هذه الموارد، ولكنها أيضاً لوازم البضائع المصنعة، وخاصة المواد الغذائية والمشروبات، وكذلك الأسمنت إلى منطقة البحر الكاريبي. النفط والغاز حساب لحوالي 40٪ من الناتج المحلي الإجمالي و80٪ من الصادرات، ولكن 5٪ فقط من فرص العمل.
حازت ترينيداد وتوباغو على المركز 102 في مؤشر الابتكار العالمي عام 2023، متراجعة من المركز 91 عام 2019. كما تراجعت للمركز 108 وفق مؤشر عام 2024.